# Paul Manson
Paul Henri Manson (Le Havre 19 de març de 187329 de gener de 1920) va ser un artista líric i actor francesos.

## Biografia
Fill d'un inspector de duanes al port de Le Havre, Paul Manson va prendre classes de cant i música al Conservatori de la ciutat abans de convertir-se en cantant baríton. Després de nombroses gires que el portaran per França i l'estranger, abandona progressivament els escenaris lírics a partir de 1910 per dedicar-se al cinema aleshores en plena expansió.
Actor acreditat de Louis Feuillade que el farà aparèixer notablement a la sèrie Bébé, Paul Manson interpretarà durant la Primera Guerra Mundial pel·lícules patriòtiques, principalment amb el director Léonce Perret.
Afectat per una cirrosi hipertròfica mentre estava mobilitzat en un regiment d'infanteria territorial, va ser retirat del servei actiu el gener de 1917 abans de ser donat d'alta definitivament el març de 1918. Obligat a cessar tota activitat, Paul Manson es va retirar a la seva ciutat natal i va viure a partir d'aleshores d’una pensió d'invàlid pagada pel Ministeri de la Guerra. Va morir dos anys més tard com a conseqüència de la seva malaltia als 46 anys.

## Filmografia
- 1909 : 
  - La Fille du passeur, de Louis Feuillade
- 1910 : 
  - Bébé fume, de Louis Feuillade : el pare de Bébé
  - Bébé pêcheur, de Louis Feuillade : el pare de Bébé
  - La Trouvaille de Bébé, de Louis Feuillade : el pare de Bébé
  - Bébé apache, de Louis Feuillade : el pare de Bébé
  - Le cœur n'a pas d'âge de Léonce Perret : l'oncle Teddy
  - Le Lieu du crime, d'Étienne Arnaud
- 1911 :
  - Bébé pratique le jiu-jitsu, de Louis Feuillade : el pare de Bébé
  - Bébé roi, de Louis Feuillade : el pare de Bébé
  - Bébé corrige son père, de Louis Feuillade : el pare de Bébé
  - Le Suicide de Bébé de Louis Feuillade : el pare de Bébé
  - Le Noël de Bébé, de Louis Feuillade : el pare de Bébé
  - Le Problème de Bébé, de Louis Feuillade : el pare de Bébé
  - Le Trust / Les Batailles de l'argent, de Louis Feuillade : Emile Darbois
  - L'Aventurière, dame de compagnie, de Louis Feuillade
  - Le Trafiquant, de Louis Feuillade
  - Les Doigts qui voient, de Louis Feuillade i Georges-André Lacroix
  - La Lettre égarée, de Louis Feuillade
  - Le Mariage de l'aînée / Un mariage bourgeois, de Louis Feuillade
  - Les Menottes, de Louis Feuillade
  - Tant que vous serez heureux, de Louis Feuillade : Monsieur Leroy
  - Les Yeux clos, de Louis Feuillade
  - Le Médecin du bagne, de Georges-André Lacroix
  - Le Chef-lieu de canton, de Louis Feuillade : l’alcalde
  - Le Bas de laine / Le Trésor, de Louis Feuillade
- 1912 :
  - Le Maléfice, de Louis Feuillade
  - Le Noël de Francesca, de Louis Feuillade : el pare de Francesca, un luthier de Florència
  - L'Homme de proie, de Louis Feuillade : Monsieur Kepfer
  - La Vertu de Lucette, de Louis Feuillade : Monsieur Simard
  - Le Pont sur l'abîme, de Louis Feuillade
  - La Vie ou la Mort / La Mort ou la vie, de Louis Feuillade
  - Le Petit Poucet, de Louis Feuillade : el pare del petit Poucet
  - La Hantise, de Louis Feuillade
  - Le Cœur et l'argent, de Louis Feuillade et Léonce Perret : Monsieur Vernier, le châtelain
  - Préméditation, de Louis Feuillade : Henri Darthiès
  - Bébé fait du spiritisme, de Louis Feuillade : el pare de Bébé
  - Bébé se noie, de Louis Feuillade : el pare de Bébé
  - Bébé adopte un petit frère, de Louis Feuillade : el pare de Bébé
  - Bébé, Bout de Zan et le Voleur, de Louis Feuillade : el pare de Bébé
  - Bébé jardinier, de Louis Feuillade : el pare de Bébé
  - Bébé marie sa bonne, de Louis Feuillade : el pare de Bébé
  - Bébé tire à la cible, de Louis Feuillade : el pare de Bébé
  - Bébé colle les timbres, de Louis Feuillade : el pare de Bébé
  - Bébé veut payer ses dettes, de Louis Feuillade : el pare de Bébé
  - Bébé s'habille tout seul, de Louis Feuillade : el pare de Bébé
  - Bébé n'aime pas sa concierge, de Louis Feuillade : el pare de Bébé
  - Bébé est au silence, de Louis Feuillade : el pare de Bébé
  - Napoléon, Bébé et les Cosaques, de Louis Feuillade : el pare de Bébé
  - Le Proscrit, de Louis Feuillade : el general Dimitriki
  - L'Accident, de Louis Feuillade : el valet de cambra
  - La Maison des lions, de Louis Feuillade
  - Chauffeur par amour, de Louis Feuillade
  - Les Cloches de Pâques, de Louis Feuillade : Cosimo Rosselli
  - La Prison sur le gouffre, de Louis Feuillade : Monsieur Bertin
  - Le Mort vivant, de Louis Feuillade : le cantinier Barsac
  - L'Homme et l'ourse, de Jean Durand : Mohawk
  - Onésime a un duel à l'américaine, de Jean Durand : Sam Haller
  - Zigoto gardien de grand magasin, de Jean Durand
  - Le Témoin, de Louis Feuillade
  - La Cassette de l'émigrée / Le Trésor de l'émigrée, de Louis Feuillade
  - Bout de Zan revient du cirque, de Louis Feuillade
  - Chauffeur par amour, de Louis Feuillade
  - Le Château de la peur, de Louis Feuillade
  - Erreur tragique, de Louis Feuillade
  - Le Petit restaurant de l'impasse Canin, d'Henri Fescourt
  - La Peur des bandits, d'Henri Fescourt : Lefêtu
  - Le Ténor, d'Henri Fescourt : Strombolini
  - Le Mariage de Ketty, de Léonce Perret
  - La Rançon du bonheur, de Léone Perret
- 1913 :
  - Les Yeux ouverts, de Louis Feuillade : Mastino
  - La momie, de Louis Feuillade : Monsieur Filoche
  - Les Millions de la bonne, de Louis Feuillade : Monsieur Chaloupié
  - Bout de Zan et le Chemineau, de Louis Feuillade : el pare de Bout de Zan
  - Bout de Zan et le chien policier, de Louis Feuillade : el pare de Bout de Zan
  - La Première idylle de Bout de Zan, de Louis Feuillade : el pare de Bout de Zan
  - L'Angoisse, de Louis Feuillade : M. d'Ambricourt
  - Le Browning, de Louis Feuillade : el veí
  - Bébé en vacances / Bébé s'en va, de Louis Feuillade : el pare de Bébé
  - Le Guet-apens, de Louis Feuillade : el banquer Ratzaw
  - Le Revenant, de Louis Feuillade : Monsieur Renaud
  - Le Secret du forçat, de Louis Feuillade : el jutge
  - La Vengeance du sergent de ville, de Louis Feuillade
  - Erreur tragique, de Louis Feuillade
  - Les Pâques rouges, de Louis Feuillade
  - Le Bon Propriétaire, de Louis Feuillade
  - Les Braves gens, de Louis Feuillade : Monsieur Servières
  - La Rencontre, de Louis Feuillade
  - L'Homme qui vola, de Maurice Mariaud : Paul Loisel
- 1914 :
  - La Fille du caissier, de René Le Somptier
  - Les Masques, de René Le Somptier
  - L'Illustre Mâchefer, de Louis Feuillade : l'adjunt de l’alclde
  - Mort au champ d'honneur, de Louis Feuillade : le père
  - La Rencontre, de Louis Feuillade
  - Les Pâques rouges, de Louis Feuillade
  - Le Rachat du passé, de Léonce Perret : le comte de Rochegrune / Lorenzo Corcini
  - Le Roman d'un mousse / La Tourmente, de Léonce Perret : le juge d'instruction
- 1915 :
  - Les Poilus de la revanche, de Léonce Perret
  - L'Heure du rêve, de Léonce Perret
  - Le Héros de l'Yser, de Léonce Perret : Monsieur Larcher
  - L'Énigme de la Riviera, de Léonce Perret : Georges
  - Aimer, pleurer, mourir, de Léonce Perret : el pare de Militza
  - L'Angélus de la victoire, de Léonce Perret : Roger de Rambrun
  - Les Armes de la femme, de Léonce Perret
  - L'Autre devoir, de Léonce Perret
  - Les Bobines d'or, de Léonce Perret
  - Françaises, veillez !, de Léonce Perret : l'espion
  - France et Angleterre for ever, de Léonce Perret : Monsieur Givray
  - Leur Kultur ! ou Française !, de Léonce Perret
  - Tante Lolotte, de Léonce Perret
  - L'Angoisse au foyer, de Louis Feuillade
- 916 :
  - La Fiancée du diable, de Léonce Perret : Maître Cotentin[5]
  - Marraines de France, de Léonce Perret
  - Le Roi de la montagne, de Léonce Perret
  - Les Deux Mille Blondes du Père Dubreuil, de Léonce Perret : el pare Gaspard
  - L'X noir, de Léonce Perret
  - Les Poilus de la revanche, de Léonce Perret
  - Printemps du cœur, de Léonce Perret : Monsieur Courtin
  - Debout les morts !, de Léonce Perret, André Heuzé i Henri Pouctal
  - L'Angoisse au foyer, de Louis Feuillade
- 1917 :
  - L'Esclave de Phidias, de Louis Feuillade i Léonce Perret

## Distincions
- Orde de les Palmes Acadèmiques (decret del ministre d'Instrucció Pública i Belles Arts de 3 de gener de 1904)[6]